# Brayan Velásquez
Brayan Josué Velásquez García (Tegucigalpa, Francisco Morazán, Honduras, 8 de mayo de 1996) es un futbolista hondureño que juega de delantero. Su equipo actual es el Real Juventud de la Liga de Ascenso de Honduras.

## Trayectoria

### Olimpia
Surgió de las reservas de Olimpia y fue promovido por Héctor Vargas al primer equipo. El 24 de agosto de 2014 hizo su debut profesional en Olimpia en reemplazo de Alberth Elis, frente a Marathón, por la cuarta fecha del Torneo Apertura 2014, en un encuentro disputado en el Estadio Tiburcio Carías Andino de Tegucigalpa. El mismo terminó 4 a 0 a favor del Olimpia.
El 7 de octubre de 2015 marcó su primer doblete en la goleada de 6 goles a 1 contra el Atlético Pinares por la Copa de Honduras.
Debutó internacionalmente y en un partido oficial durante la Concacaf Liga Campeones 2015-16, enfrentando al Vancouver Whitecaps en condición de local. Ingresó al minuto 76 en reemplazo de David Meza y Olimpia ganó por 1 a 0.

### Lobos UPN
El 11 de febrero de 2016 se anunció su préstamo por seis meses a los Lobos UPN, por pedido expreso del DT Raúl Martínez Sambulá.

### Juticalpa F. C.
En 2017, tras un acuerdo entre Olimpia y Juticalpa F. C., fue cedido por un año al club canechero junto con Elmer Güity. Su debut lo realizó el 24 de septiembre en el empate de 1 a 1 contra el Vida en La Ceiba.

## Selección nacional
Fue convocado por José Francisco Valladares a la Selección Sub-17 de Honduras que alcanzó la clasificación al Mundial Sub-17 de 2013 realizado en los Emiratos Árabes Unidos, en el cual tuvo una destacada actuación. 

### Participaciones en selección nacional
| Torneo                    | Sede                   | Resultado        | Partidos | Goles |
| ------------------------- | ---------------------- | ---------------- | -------- | ----- |
| Campeonato Sub-17 de 2013 | Panamá                 | Cuarto lugar     | 7        | 3     |
| Mundial Sub-17 de 2013    | Emiratos Árabes Unidos | Cuartos de final | 5        | 2     |

## Clubes
| Club                     | País     | Año             |
| ------------------------ | -------- | --------------- |
| Olimpia                  | Honduras | 2014 - 2015     |
| Lobos UPN (cesión)       | Honduras | 2016            |
| Olimpia                  | Honduras | 2016 - 2017     |
| Juticalpa F. C. (cesión) | Honduras | 2017 - 2018     |
| Real Juventud            | Honduras | 2019 - Presente |

## Estadísticas
| Club                     | Temporada | Div.  | Liga  | Liga  | Copa Nacional | Copa Nacional | Copa Internacional | Copa Internacional | Total | Total |
| Club                     | Temporada | Div.  | Part. | Goles | Part.         | Goles         | Part.              | Goles              | Part. | Goles |
| ------------------------ | --------- | ----- | ----- | ----- | ------------- | ------------- | ------------------ | ------------------ | ----- | ----- |
| Olimpia Honduras         |           |       |       |       |               |               |                    |                    |       |       |
| 2014/15                  | 1.ª       | 3     | 0     | 0     | 0             | 0             | 0                  | 3                  | 0     |       |
| 2015/16                  | 1.ª       | 0     | 0     | 3     | 2             | 1             | 0                  | 4                  | 2     |       |
| 2016/17                  | 1.ª       | 0     | 0     | 0     | 0             | 0             | 0                  | 0                  | 0     |       |
| Total                    | Total     | 3     | 0     | 3     | 2             | 1             | 0                  | 7                  | 2     |       |
| Juticalpa F. C. Honduras |           |       |       |       |               |               |                    |                    |       |       |
| 2017/18                  | 1.ª       | 15    | 0     | 0     | 0             | 0             | 0                  | 15                 | 0     |       |
| Total                    | Total     | 15    | 0     | 0     | 0             | 1             | 0                  | 15                 | 0     |       |
| Total                    | Total     | Total | 18    | 0     | 3             | 2             | 1                  | 0                  | 22    | 2     |

Fuente

## Palmarés

### Campeonatos nacionales
| Título                    | Club    | País     | Año  |
| ------------------------- | ------- | -------- | ---- |
| Copa de Honduras          | Olimpia | Honduras | 2015 |
| Liga Nacional de Honduras | Olimpia | Honduras | 2015 |